# Front by Front
| Críticas profissionais | Críticas profissionais |
| Avaliações da crítica  | Avaliações da crítica  |
| Fonte                  | Avaliação              |
| ---------------------- | ---------------------- |
| Allmusic               | link                   |

Front By Front é o quinto álbum de estúdio da banda belga Front 242, lançado em 1988, e tem sido rotulado como "Um dos melhores álbuns facilmente já feitos no industrial". O álbum foi relançado em 1992 pela Sony Music Entertainment. A canção "Headhunter" se tornou um hit industrial, acompanhado por um vídeo da música de Anton Corbijn, e desde então tem sido objecto de mais de vinte remixes.

## Faixas
| N.º | Título                                        | Duração |  |
| 1.  | "Until Death (Do Us Part)"                    | 04:30   |  |
| 2.  | "Circling Overland"                           | 04:43   |  |
| 3.  | "Im Rhythmus Bleiben"                         | 04:14   |  |
| 4.  | "Felines"                                     | 03:34   |  |
| 5.  | "First In / First Out"                        | 03:52   |  |
| 6.  | "Blend the Strengths"                         | 03:13   |  |
| 7.  | "Headhunter v3.0"                             | 04:45   |  |
| 8.  | "Work 01"                                     | 03:28   |  |
| 9.  | "Terminal State"                              | 04:09   |  |
| 10. | "Welcome to Paradise"                         | 05:18   |  |
| 11. | "Headhunter v1.0 (relançado em 1992)"         | 05:01   |  |
| 12. | "Never Stop! v1.0 (relançado em 1992)"        | 03:56   |  |
| 13. | "Work 242 N.Off is N.Off (relançado em 1992)" | 05:18   |  |
| 14. | "Agony (Until Death) (relançado em 1992)"     | 02:43   |  |
| 15. | "Never Stop! v.1.1 (relançado em 1992)"       | 04:24   |  |
| 16. | "Work 242 (relançado em 1992)"                | 06:29   |  |

## Créditos
- Jean-Luc De Meyer - vocais
- Daniel Bressanutti - teclados, programação, mixagem ao vivo
- Patrick Codenys - teclados, programação, samplers
- Richard Jonckheere, "Richard 23" - percussão, vocais
- F. Boebaert - Diretor de Arte
- Greg Calbi - Remasterização
- A. Verbaert - Fotografia